# Марія Габріелла Савойська
Марія Габріелла Савойська (Марія Габріелла Джузеппе Альдегонда Аделаїда Людовика Фелісіті Дженнаро; нар. 24 лютого 1940, Неаполь) — італійська принцеса, авторка книг з історії. Середня дочка останнього короля Італії Умберто II і Марії Жозе Бельгійської, сестра претендента на трон її батька Віктора Еммануїла Савойського.

## Біографія
Принцеса Марія Габріелла народилася у Неаполі в 1940 році третьою дитиною принца і принцеси П'ємонту. Її старшою сестрою була принцеса Марія Піа, старшим братом — принц Віктор Еммануїл, а молодшою сестрою — принцеса Марія Беатріче. Її батьки, які перебувають у шлюбі з 1930 року, за визнанням її матері багато років після, були нещасні разом. Вони розлучилися після скасування італійської монархії після референдуму в 1946 році.
Щоб уникнути захоплення нацистськими військами, її мати разом з дітьми втекла з Італії в нейтральну Швейцарію, де вони ховалися з вересня 1943 року до повернення в Італію в 1945 році, коли їх батько став генерал-лейтенантом під час правління короля Віктора Еммануїла III. Вигнані після падіння монархії, сім'я ненадовго возз'єдналася в Португалії, звідки вона, її сестри і брат незабаром повернулися з матір'ю до Швейцарії, а їх батько залишився на португальській Рив'єрі. Будучи католиками, її батьки ніколи не розлучалися.
Здобувши освіту в Швейцарії, Марія Габріелла також відвідувала школу при Луврі в Парижі. Після смерті батька і зі схваленням її брата вона заснувала Фонд короля Умберто II в Лозанні, присвячений збереженню історії та спадщини Савойського дому. Вона брала участь в численних презентаціях про культуру і організувала виставку в Альбервілі під час Олімпійських ігор 1992 року. На початку XXI століття вона написала ряд книг, в основному в співавторстві зі Стефано Папі.

### Пропозиція шаха Ірану
У 1950-х роках шах Ірану Мохаммед Реза Пехлеві, який розлучився зі своєю другою дружиною, виявив зацікавленість в шлюбі з принцесою Марією Габріеллою. Повідомляється, що папа Іоанн XXIII наклав вето на цю пропозицію. Ватиканська газета L'Osservatore Romano в редакційній статті про чутки про можливий шлюб «мусульманського государя і католицької принцеси» написала, що такий шлюб представляє «серйозну небезпеку».

### Шлюб
12 лютого 1969 року у Франції Марія Габріелла одружилася з Робертом Зеленгері де Валькано (4 серпня 1931 — 19 вересня 2015). Церковна церемонія була проведена 21 червня 1969 року в Езі. Подружжя розлучилося в 1976 році, але офіційно в листопаді 1990 року. У шлюбі принцеса народила дочку:
- Марія Єлизавета Зеленгері де Валькано (нар. 2 березня 1972)[3], з 2002 року одружена з Олівером Джансенсом (нар. 1966). У подружжя є четверо дітей:
- Габріелла Луїза Марія Джансенс (нар. 7 березня 2004)
- Томмасо Джансенс (нар. 13 січня 2005 року)
- Пауль-Луїджі Джансенс (нар. 6 листопада 2009)
- Віктор Джансенс (нар. 14 березня 2014 року)